# 粉绿藤属
粉绿藤属（学名：Pachygone）是防已科下的一个属，为攀援状灌木植物。该属共有约12种，分布于印度、马来西亚。